# Un mondo meglio che niente
Un mondo meglio che niente è un mediometraggio di genere fantascientifico del 2012 diretto da Pongide Cobol e Marco Santarelli girato in pellicola super8 e formato digitale.
Il film è stato presentato in anteprima mondiale nella sezione Italiana.corti del 30° Torino Film Festival, dove è stato premiato con la menzione speciale della giuria.

## Trama
Un lungo viaggio conduce un esploratore spaziale su un pianeta abitabile. Una volta atterrato egli scopre che in effetti quel mondo un tempo era abitato da esseri umani. Il pianeta presenta caratteristiche fisiche molto simili a quelle del luogo da cui egli proviene.
Compiuto per sommi capi il lavoro di documentazione l'esploratore decide però di non ripartire ma di fare di quel luogo alieno la propria nuova casa.
Dopo alcuni anni di permanenza e dopo aver elaborato una serie di congetture sugli abitanti originari, l'alieno esploratore decide d'abbandonare definitivamente il pianeta. Ma proprio quando la decisione è presa nuove circostanze gli faranno cambiare idea nuovamente.

## Produzione
Il film è ambientato all'interno di quello che fu il primo LunEur, il luna park permanente di Roma, poco prima che l'area su cui sorgeva fosse completamente riqualificata e rinnovata. Uno degli intenti della pellicola, infatti, è stato quello di documentare lo stato originario del Luneur prima che le vecchie strutture ludiche, di cui alcune risalenti al 1953, fossero definitivamente dismesse. Si tratta in assoluto delle ultime riprese realizzate presso questa struttura di divertimento.
Un'altra caratteristica location presente nel film è il cretto di Burri o cretto di Gibellina: l'opera artistica realizzata da Alberto Burri tra il 1984 ed il 1989 a Gibellina (provincia di Trapani), distrutta dal terremoto del 1968.

## Riconoscimenti
- Torino Film Festival
  - 2012 – Menzione speciale sezione Italiana.corti